# Terre-de-Bas
Terre-de-Bas is een eiland en een gemeente in Guadeloupe. Terre-de-Bas telt 975 inwoners (2019). De oppervlakte bedraagt 6,8 km². Het eiland wordt gerekend tot de eilandengroep Îles des Saintes.

## Geschiedenis
Terre-de-Bas werd gekoloniseerd in 1682. Het eiland is droog en was niet geschikt voor plantages. De economie bestond voornamelijk uit kleinschalig landbouw met relatief weinig slaven. Terre-de-Bas had een kleine groep Nederlandse kolonisten.
Vanaf 1750 werden pottenbakkerijen gesticht op het eiland, en later werkten 1 op de 4 inwoners als pottenbakker. In 1817 werd Petit-Anse als eerste dorp gesticht door Sainte-Marie-Grizel, en werd een kerk gebouwd. Het is het enige dorp dat niet aan zee ligt. Na de afschaffing van de slavernij in 1848 werd het dorp Grand-Anse gesticht door voormalige slaven. In 1882 werd de gemeente opgericht. In de jaren 1950 kreeg het eiland elektriciteit. De elektriciteitvoorziening bestaat tegenwoordig uit windturbines die in het geval van een naderende orkaan naar beneden kunnen worden gehaald.

## Geografie
Terre-de-Bas heeft een centraal plateau met een hoogte van ongeveer 50 meter dat Massif Central wordt genoemd. Het hoogste punt is Morne Abymes met een hoogte van 273 meter.

## Pottenbakkerij Fidelin
De pottenbakkerij Fidelin was waarschijnlijk na 1760 opgericht door Jean-Pierre Fidelin. Het produceerde aardewerk voor de suikerrietplantages op Guadeloupe. De fabriek heeft tot ongeveer 1860 bestaan. De werkplaats, ovens, en woonhuis zijn overgebleven, en kregen in 1997 monumentenstatus.

## Transport
Vanaf de haven in het zuiden van Grand-Anse vertrekken veerboten naar Trois-Rivières op Basse-Terre, en Terre-de-Haut.

## Galerij

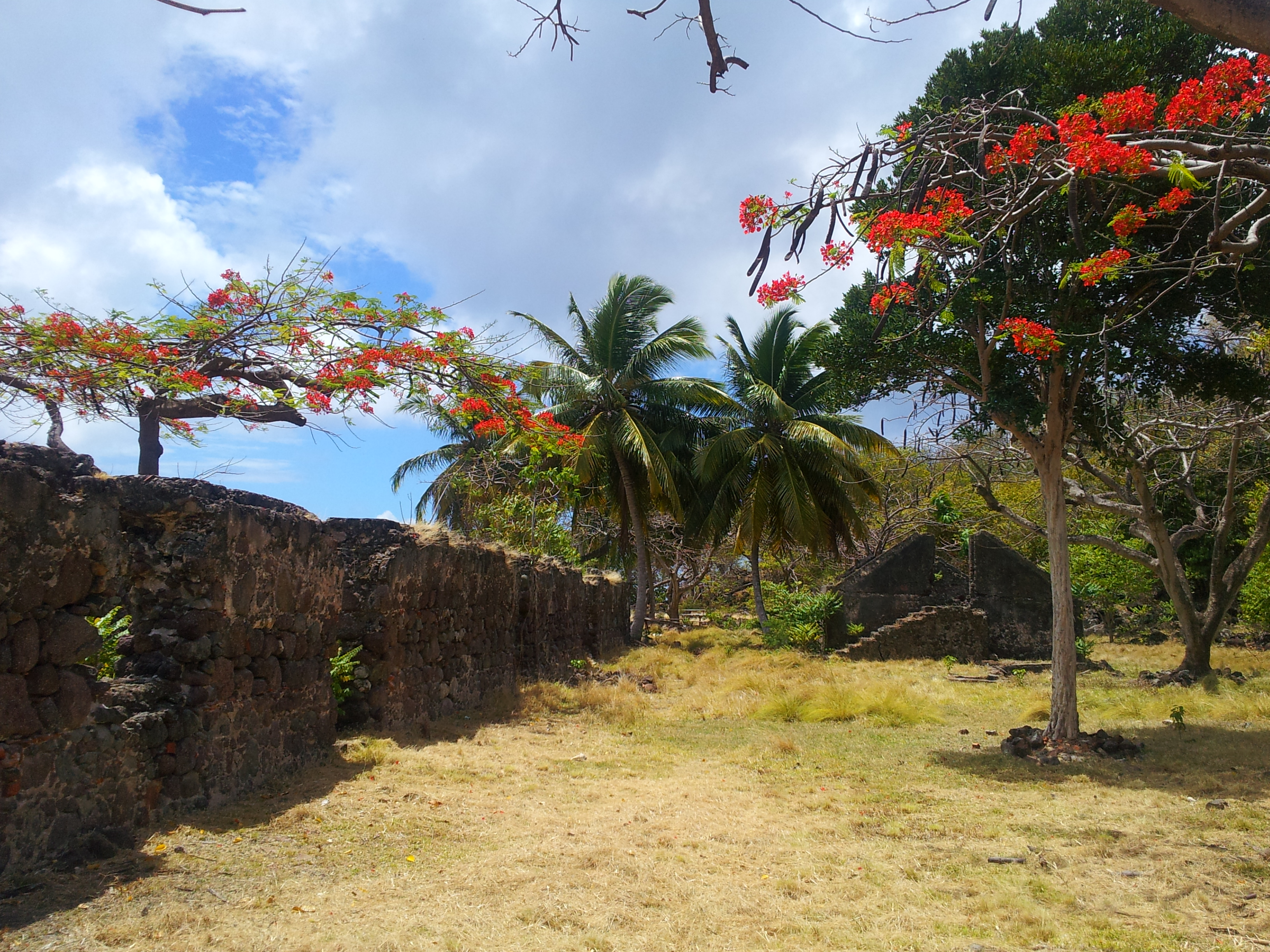
Pottenbakkerij Fidelin
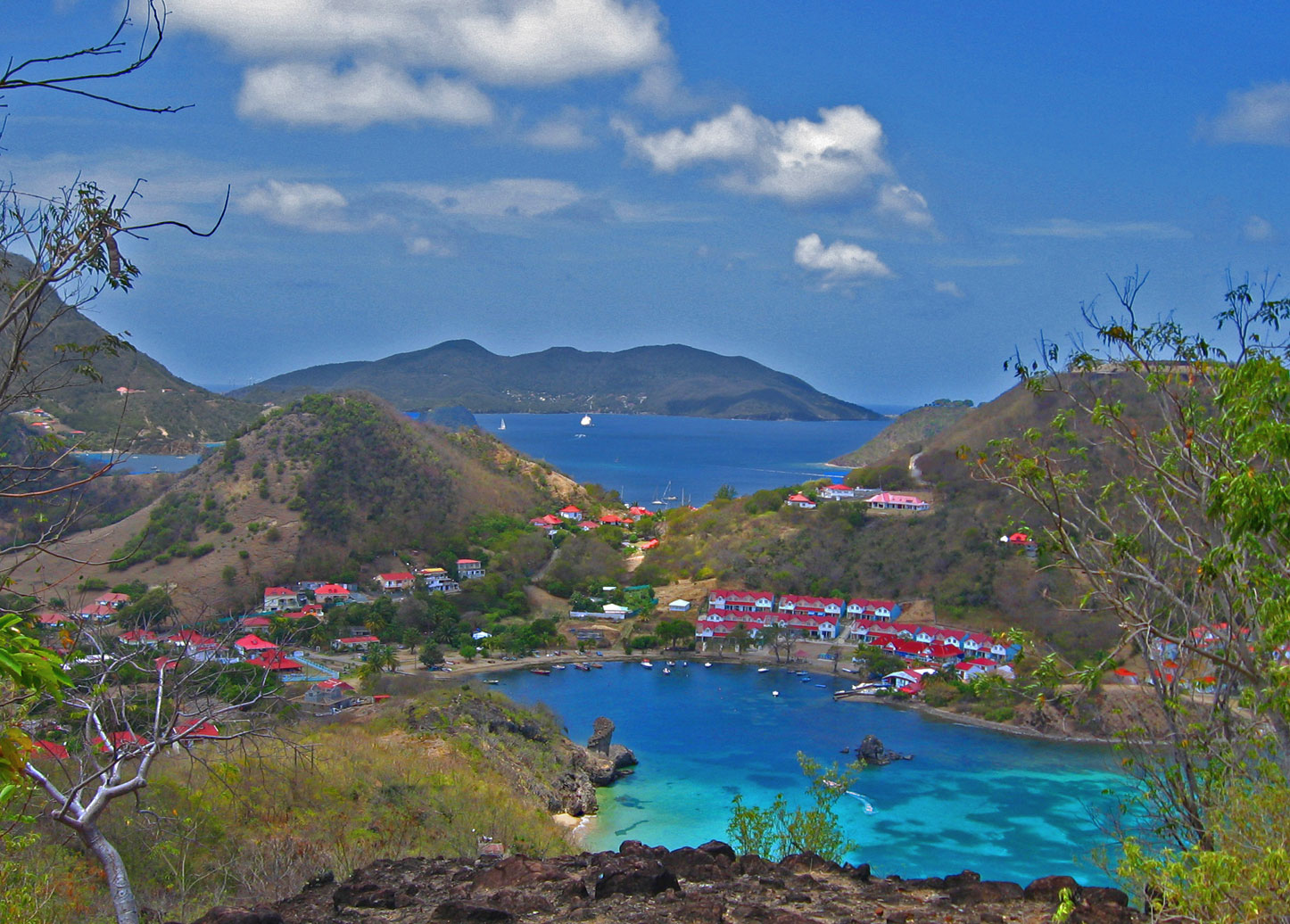
Zicht op Terre-de-Bas

Les Abymes · Anse-Bertrand · Baie-Mahault · Baillif · Basse-Terre · Bouillante · Capesterre-Belle-Eau · Capesterre-de-Marie-Galante · Deshaies · La Désirade · Le Gosier · Gourbeyre · Goyave · Grand-Bourg · Lamentin · Morne-à-l'Eau · Le Moule · Petit-Bourg · Petit-Canal · Pointe-à-Pitre · Pointe-Noire · Port-Louis · Saint-Claude · Sainte-Anne · Sainte-Rose · Saint-François · Saint-Louis · Terre-de-Bas · Terre-de-Haut · Trois-Rivières · Vieux-Fort · Vieux-Habitants
Basse-Terre (Îlets Pigeon) · Grande-Terre (Îlet du Gosier) · Îles des Saintes (Îlet à Cabrit · Grand-Îlet · Terre-de-Bas · Terre-de-Haut) · La Désirade (Îles de la Petite-Terre) · Marie-Galante